# Comuna Șeptakî, Novhorod-Siverskîi
Șeptakî (în ucraineană Шептаки) este o comună în raionul Novhorod-Siverskîi, regiunea Cernihiv, Ucraina, formată din satele Klevîn, Kroleveț-Slobidka, Șeptakî (reședința) și Uzrui.

## Demografie
Componența lingvistică a comunei Șeptakî
     Ucraineană (65,65%)
     Rusă (34,23%)
     Alte limbi (0,12%)
Conform recensământului din 2001, majoritatea populației comunei Șeptakî era vorbitoare de ucraineană (65,65%), existând în minoritate și vorbitori de rusă (34,23%).